# Borben Vladović
Borben Vladović (Split, 13. listopada 1943.) hrvatski je pjesnik, romanopisac, novelist i pisac.

## Životopis
Rođen je u Splitu, a školovao se u Splitu, Rijeci i Zagrebu gdje je diplomirao jugoslavistiku i povijest umjetnosti na Filozofskom fakultetu u Zagrebu. Na zagrebačkoj Muzičkoj akademiji studirao je solo pjevanje.
Radio je kao urednik dramaturg na Hrvatskom radiju od 1995. godine. Uredio je četiri sveska zbornika Portret umjetnika u drami. Od 2002. do 2010. bio je glavni urednik Male knjižnice DHK koju je sam i osnovao 2002. godine. Bio je predsjednik Društva hrvatskih književnika od 2008. do 2011.
Član je Društva hrvatskih književnika, Matice hrvatske te Književnog kruga Split.

## Djela
Njegova djela uključuju:
- Balkonski prostor, 1970., zbirka pjesama
- 3x7=21, 1973., zbirka pjesama
- Vrulje, 1980., zbirka pjesama
- Boja željeznog oksida, 1989., roman (drugo izdanje pod nazivom Noć huligana, 2010.)
- Odmor pelivana, 1990., zbirka pjesama
- Cjelovitost detalja, 1991. i 2001., zbirka pjesama
- Razderani tlocrt, 1996., roman
- Lirika, 2000., zbirka pjesama
- Prenoćište, 200., knjiga pripovjedaka
- Tijat, 2004., zbirka pjesama
- Lirski kockar, 2005., zbirka pjesama, izabrane pjesme
- Slak uz prugu, 2008., zbirka pjesama
- Mastiks, 2009., knjiga drama
- Baden im Winter/Zimsko kupanje, 2010., zbirka pjesama, izabrane pjesme
- Kuća na broju 9, 2011., zbirka pjesama
- Nevini stolnjak, 2012., knjiga pripovjedaka
- Luna na struju, 2015., zbirka pjesama
- Žiroskop, 2018., zbirka pjesama

Osim pisanih djela, na Hrvatskom radiju emitirane su:
- Prijenos pijanina i druge zgode, 1974., radiokomedija
- Sastanak u pet, 1983., radiokomedija
- I što biste vi s takvo ljubavlju?, 1994., radiokomedija
- Kralj Arthur (Rubinstein), 1995., radiodrama
- Armando teško diše, 2006., radiodrama
- Mastiks, 2007., radiodrama
- Na pokusu, 2017., radiodrama
- Drugi pokus, 2018., radiodrama
- Treći pokus, 2019., radiodrama

Pojedine su mu pjesme prevedene na petnaestak stranih jezik, a zbirka izabranih pjesama na njemački jezik. Također su uvrštene u više hrvatskih i stranih antologija. Njegovo djelo prikazano je u leksikonima i pregledima povijesti hrvatske književnosti te u Hrvatskoj književnoj enciklopediji.

## Nagrade
Dobio je sljedeće nagrade:
- Antun Branko Šimić, 1970.
- Nagrada grada Zaprešića, 2001.
- Nagrada svetog Kvirina, 2004.
- Tin Ujević, 2005.
- Dobriša Cesarić, 2007.
- Nagrada grada Zaprešića za životno djelo, 2012.
- Srebrne svirale, 2015.
- Visoka žuta žita, 2016.
- Nagrada iz Fonda Dragutina Tadijanovića Zaklade Hrvatske akademije znanosti i umjetnosti, 2016.
- Vrazova ljubica, 2017.
- Književna nagrada Stipana Bilića-Prcića Zaklade Hrvatske akademije znanosti i umjetnosti, 2020.